# Wilbur Norman Christiansen
Wilbur Norman „Chris” Christiansen (Melbourne, Ausztrália, 1913. augusztus 9. – Dorrigo, Új-Dél-Wales, 2007. április 26.) ausztrál rádiócsillagász, villamosmérnök. Munkájával segített bebizonyítani, hogy az emberiség egy spirálgalaxisban él. Amikor a rádióteleszkópok még forradalmi újításnak számítottak, saját maga tervezett és épített egyet.
Első ízben tanulmányozta a Nap rádiósugárzását, először az új-dél-walesi Potts Hillben, majd a róla elnevezett Chris Cross Telescope-pal (Badgerys Creek, Új-Dél-Wales).

## Élete és munkássága
Apja egyházi személy volt, anyja zenetanárként dolgozott. 1934-ben a Melbourne-i egyetemen diplomázott. 1935-ben MSc, 1953-ban DSc fokozatot szerzett. A második világháború alatt kifejlesztett egy módszert, ami megnehezítette az ausztrál rádiókapcsolat lehallgatását a szövetségesekkel. 1948-ban csatlakozott a CSIRO-hoz, ahol a rádiófizikai osztály vezetője volt az 1950-es években. Meglévő antennákat használva Sydney-ben és Tasmaniában napfogyatkozást figyelt meg, ennek során a zajok forrását akarta meghatározni. A különböző helyeken, egy időben végzett megfigyelések lehetővé tették, hogy a zaj forrását lokalizálja a Nap felszínén. „Ekkor azt gondoltam: miért kellene várnunk a napfogyatkozásokra?” Ezért azzal az ötlettel állt elő, hogy a Napot egy új eszközzel, rádióteleszkóppal kellene tanulmányozni. Egyetlen nagy antenna helyett 32 db, tányér alakú antennát javasolt megépíteni (ezzel a megoldással a zaj csökkenthető volt). Az egyenként 1,8 méteres antennák 1951-ben épültek meg. Az antennák kelet-nyugati irányban helyezkedtek el egy már nem használt, Fleurs Field nevű, második világháborús repülőtér mentén (Badgerys Creek közelében, Sydney-től délnyugatra). Egy második menetben (1953) az antennákat észak-déli irányban építették meg, így állt elő a Chris Cross Telescope. A 64 tagból álló antennarendszer hatékony eszköz volt a tudósok kezében a Nap tanulmányozására. A Fourier-transzformációk kiszámítását abban az időben még csak kézzel tudták elvégezni, ezért egy teljes napfelület leképezésének kiszámítása fél évet vett igénybe.
Később megerősítette, hogy rádiósugárzás a Tejútrendszer minden irányából érkezik. 1960-tól 1978-ig a Sydney Egyetem villamosmérnöki karának vezetője volt. Christiansen részt vett egy pekingi látogatáson, aminek során segített megtervezni Kína első rádióteleszkópját. A Potts Hill-i elrendezést később megvalósították Indiában is
Christiansen érdeklődése messze túlterjedt a csillagászaton. Felemelte a szavát a vietnámi háború ellen, és tiltakozott az ellen is, hogy az Egyesült Államok hidrogénbombát robbantson a Van Allen sugárzási övben. Úgy gondolta, hogy ez katasztrofális következményekkel járna. Hindmannel közösen Christiansen vizsgálta a 21-cm-es sugárzást is. Eredményeik a Tejútrendszer két további karját mutatták ki.
1979-ben nyugdíjba vonult és Canberrában telepedett le. Minden elalvás előtt saját bevallása szerint szerette Ludwig van Beethoven, Johannes Brahms és hasonló szerzők műveit hallgatni. Felesége, Elspeth 2001-ben meghalt. Peter nevű fiuk az 1990-es években meghalt. Volt még két fia, Steve és Tim. Beceneve „Chris Christiansen” volt.

## Betöltött pozíciói
- A Nemzetközi Csillagászati Unió alelnöke
- A Nemzetközi Rádiócsillagászati Unió elnöke
- Ausztrál-kínai külügyi osztály tagja (1979–1982)
- Az Ausztrál Akadémia tagja (1959)

## Művei
- W.N. Christiansen, J.A. Högbom: Radio Telescopes, Cambridge University Press, 1969 – alapműnek számít a rádiócsillagászok körében, 1985-ben oroszul és kínai nyelven is megjelent.